# Sandro Kulenović
Sandro Kulenović (Zagreb, Croacia, 4 de diciembre de 1999) es un futbolista internacional croata que juega de delantero en el G. N. K. Dinamo Zagreb de la Prva HNL croata.

## Carrera
Inició su carrera deportiva en la categoría alevín del N. K. Zagreb de su ciudad natal. En 2008 fue traspasado a las categorías inferiores del Dinamo de Zagreb, uno de los clubes más laureados de la Prva HNL. Finalmente, en 2016, su contrato con el conjunto croata concluyó, llegando en condición de libre al Legia de Varsovia polaco. En verano de 2017 se marchó cedido a la cantera de la Juventus de Turín.
El 10 de julio de 2018 hizo su debut profesional con el primer equipo, jugando los últimos nueve minutos de la victoria sobre el Cork City F. C. de Irlanda de la primera ronda previa de la Liga de Campeones de la UEFA 2018-19. El 22 de agosto del mismo año firmó una extensión de su contrato, renovando por tres años con el club varsoviano. El 27 de octubre anotaría su primer gol en la Ekstraklasa en el empate 1-1 contra el Jagiellonia Białystok.
El 2 de septiembre de 2019 se hizo oficial su regreso al Dinamo de Zagreb, que un año después lo cedió al H. N. K. Rijeka. En agosto de 2021 volvió a cederlo, en esta ocasión al N. K. Lokomotiva.

## Palmarés

### Títulos nacionales
| Título          | Club                   | País    | Año  |
| --------------- | ---------------------- | ------- | ---- |
| Prva HNL        | G. N. K. Dinamo Zagreb | Croacia | 2020 |
| Prva HNL        | G. N. K. Dinamo Zagreb | Croacia | 2024 |
| Copa de Croacia | G. N. K. Dinamo Zagreb | Croacia | 2024 |